# يوليوس مولر
يوليوس مولر (بالألمانية: Julius Müller)‏ هو منافس ألعاب قوى ألماني، ولد في 10 مايو 1903 في روتنبورغ آم نكار في ألمانيا، وتوفي في 1 أبريل 1984 في Kuchen, Baden-Württemberg ‏ في ألمانيا.

## وصلات خارجية
- يوليوس مولر على موقع أوليمبيديا (الإنجليزية)